# Пржецлавский, Павел-Платон Гиляревич
Павел-Платон Гиляревич Пржецлавский (18 ноября 1822 — ?) — полковник Русской Императорской армии, участник Кавказской войны и русско-турецкой войны (1877—1878).

## Биография
Ведёт своё происхождение из дворян Тверской губернии. Учился в Гродненской гимназии, затем в 1838 году в звании юнкера поступил на военную службу во 2-й пехотный Полоцкий полк. В 1844 году в звании прапорщика был направлен в 9-й Кавказский линейный батальон. В 1846 году был переведён в 7-й Кавказский линейный батальон. В 1849 году им была получена должность Ленкоранского участкового заседателя, после чего в 1851 году он был назначен к службе в 8-м Кавказском линейном батальоне. В 1852 году он стал адъютантом Дагестанского конно-иррегулярного дивизиона. В 1854 году получил контузию. В 1855 получил повышение до звания есаула, затем в 1858 году стал помощником генерал-адъютанта князя Шамхала Тарковского.
В 1859 году Павел-Платон Пржецлавский занял должность Дербентского уездного начальника, а на следующий год — помощника военного начальника Дагестана. В октябре 1861 года ему было присвоено звание подполковника. В этом звании он был приставом при пленённом русскими войсками имаме Шамиле. Это назначение было утверждено 23 ноября 1861 года, и 1 апреля 1862 года он прибыл в Калугу, где проживал Шамиль. Затем в 1867 году его перевели в 3-й Нарвский пехотный полк, где он служил командиром батальона, а в 1871 году стал командиром полка.
В 1873 году он был уволен с военной службы в чине полковника и в 1874 году занял кресло гласного Тверского уезда. В ноябре 1877 года он снова поступил на военную службу в распоряжение командующего Кавказской армией. Дослужился до должности помощника военного губернатора Эрзерумской области (август 1878 года). В 1879 году покинул воинскую службу окончательно.
В течение долгого срока Павел-Платон Пржецлавский занимался «военно-народным управлением в Дагестане». Он самостоятельно освоил тюркский и арабский языки, а также вёл систематический сбор этнографических сведений о горных племенах. По поручению командования им было представлено статистическое описание Среднего отдела Дагестанской области. Эта работа заслужила серебряную медаль Императорского Русского Географического Общества. Кроме этого, он выкупил рукопись Магомед-Тагира Карахского «О трёх имамах», который служил секретарём при имаме Шамиле.
Неся службу пристава при военнопленном имаме Шамиле он собирал информацию о его жизненном пути и подробностях драматического конфликта на Кавказе. После себя Павел-Платон Пржецлавский оставил воспоминания, которые по свидетельству лиц, знавших Шамиля, не были беспристрастны к чеченскому лидеру.

## Публикации
- Нравы и обычаи в Дагестане. ВСб, 1860, № 4
- Воспоминания о блокаде города Дербента (Из записок очевидца). ВСб, 1864, № 1
- Дневник пристава. РС, 1877

## Первоисточники
- Послужный список полковника Пржецлавского по сост. на 14 сентября 1877 г. РГВИА, ф. 400, оп. 12, д. 6795